# Paralamprops girardi
Paralamprops girardi är en kräftdjursart som beskrevs av Daniel Reyss 1978. Paralamprops girardi ingår i släktet Paralamprops och familjen Lampropidae. Inga underarter finns listade i Catalogue of Life.